# Streblochondriidae
Streblochondriidae zijn een uitgestorven familie van tweekleppigen uit de orde Pectinida.